# Мейер-Грефе, Юлиус
Юлиус Мейер-Грефе (нем. Julius Meier-Graefe, 10 июня 1867, Решитц, Венгрия — 5 июня 1935, Веве, Швейцария) — немецкий историк искусства, эссеист и художественный критик. Известен капитальными монографиями о живописи импрессионизма и постимпрессионизма.
Юлиус родился в большой еврейской семье в городке Решитц, ранее территория Венгрии, входившая в состав Австро-Венгерской империи, ныне Решица в западной Румынии. Отец Юлиуса был инженером-строителем. Семья вскоре переехала в Дюссельдорф. Фамилию Мейер-Грефе Юлиус выбрал в память матери, которая умерла при его родах. Учился инженерному делу в Мюнхене, в 1888 году женился на Клотильде Вицум фон Экштадт. В 1890 году переехал в Берлин, где занялся изучением истории и истории искусства под руководством Германа Гримма, профессора Берлинского университета.
Свою литературную карьеру он начал двумя новеллами: «Вечер с Лаурой» (1890) и «На Север» (1893). Его первое исследование по истории искусства — монография об Эдварде Мунке — опубликовано в 1894 году. Юлиус Мейер-Грефе был одним из основателей в 1895 году литературно-художественного альманаха «Пан», но спустя год он ушёл из редакции и в 1897 году организовал новый журнал «Югендстиль» (Jugendstil): это слово в Австрии и Германии означало то же, что во Франции и Бельгии ар-нуво — «новое искусство», или искусство модерна. В 1898 году Мейер-Грефе основал журнал «Декоративное искусство» (Dekorative Kunst), а в 1899 открыл художественную галерею «Современный дом» (La Maison Moderne), в которой экспонировали работы молодых художников в «новом стиле». Галерея просуществовала до 1903 года.
Благодаря усилиям Мейера-Грефе в 1906 году в Национальной галерее в Берлине публике было показаны картины никому тогда неизвестного художника немецкого романтизма Каспара Давида Фридриха. Книга Мейера-Грефе «Испанское путешествие» («Die Spanische Reise», 1910) привела к «повторному открытию» искусства Эль Греко, которое по смелому утверждению автора монографии является предвестием европейского экспрессионизма.
Переехав в Париж, Мейер-Грефе стал изучать историю французской живописи XIX века. В 1904 и 1914—1924 годах он опубликовал капитальную монографию «История развития современного искусства…» («Die Entwicklungsgeschichte der modernen Kunst…», в 3-х томах (переиздание 1966 г.), в которой впервые решительно и последовательно отделил собственно художественное творчество от социально-экономического контекста всеобщей истории, представив историю французской живописи от Эжена Делакруа до творчества художников-постимпрессионистов как автономную последовательность решения чисто формальных задач. В эссе, посвящённом Арнольду Бёклину («Der Fall Böcklin und die Lehre von den Einheiten», 1905), Мейер-Грефе оспаривал господствующие в его время социальные критерии оценки художественного творчества.
В 1907 году в Мюнхене вышла самая известная монография Мейера-Грефе «Импрессионисты» (русский перевод 1913 г.). С 1919 года Мейер-Грефе издавал ежегодник по истории искусства «Ганимед» («Ganymed»). Мейер-Грефе — автор работ о Камиле Коро, Гюставе Курбе, о творчестве Поля Сезанна, Винсента Ван Гога, Ганса фон Маре.
Когда началась Первая мировая война, Мейер-Грефе отправился добровольцем на восточный фронт в составе Красного креста. В начале 1915 года он попал в плен. В том же году сумел освободиться, переехал в Дрезден. Своей второй родиной он всегда считал Францию. Был женат трижды. Третий брак Мейер-Грефе заключил с Анной Мари Эпштейн (1905—1994), художником-графиком, на 38 лет младше его. Богатая наследница, она была единственным ребёнком в семье; её дедушкой по материнской линии был Адольф Кон, известный немецко-еврейский банкир. В 1930 году Мейер-Грефе и Анна Эпштейн арендовали поместье под названием La Banette в Сен-Сир-сюр-Мер, где пережидали период нацизма в Германии и оккупированной немцами Франции (ранее Мейер-Грефе пропагандировал творчество немецких художников, объявленных нацистами представителями «дегенеративного искусства»). Мейер-Грефе и Анна Эпштейн помогли художнику-пейзажисту Вальтеру Бонди и писателю Рене Шикеле переехать к ним, что способствовало формированию крупной немецко-еврейской художественной колонии беженцев в соседней Санари-Сюр-Мер, где жили также Томас Манн, Лион Фейхтвангер и Людвиг Маркузе.
Юлиус Мейер-Грефе скончался в Веве (город франкоязычного кантона Швейцарии), в возрасте 67 лет.